# Meer van Biel
Het Meer van Biel (Duits: Bielersee, Frans: Lac de Bienne) is een groot meer bij de Zwitserse stad Biel/Bienne. Het meer meet 39,3 km² en heeft een maximale diepte van 74 m.
Het meer van Biel vormt de grens tussen twee geologische regio's: de kalkformatie van de Jura en het Molassegebied van het Merenland. Omdat dit meer in het gebied rond Biel ligt en deze regio zo vlak is wordt deze regio “Seeland” genoemd.
Het meer van Biel maakt samen met het Meer van Murten (bij Murten) en het Meer van Neuchâtel deel uit van het "Fribourger merendistrict". Het stadje Biel/Bienne ligt aan de noordoostpunt.
De rivier de Aare werd in 1878 via dit meer omgeleid. Het Thiellekanaal (Canal de la Thielle) verbindt het meer met het Meer van Neuchâtel.
Sinds 1887 kan men boottochten op het meer van Biel maken. Met de rondvaartboot kan men bij elk klein wijndorpje (Tüscherz, Wingreis, Twann, Ligerz, La Neuveville, Erlach en Lüscherz) uitstappen om een wandeling langs de wijnranken te maken. Men heeft hier uitzicht over het meer en het St. Petersinsel. Op dit schiereiland heeft de filosoof Jean-Jacques Rousseau een tijd gewoond.